# 2024鋁合金
2024鋁合金，主要的合金元素為銅與鎂。應用在需要高強度但是低重量比的地方，以及有好的疲勞強度。不可焊接， 加工性能一般。由於抗腐蝕性差，通常用鋁鋅夾板作為保護，這樣做的結果將會降低疲勞強度。

## 基本性質
2024鋁合金，密度為2.73 g/cm³ (0.098 lb/in³)。

## 機械性質
2024鋁合金的機械性質，取決於材料回火的程度。

### 2024-0
2024-0，不需熱處理。最大抗拉強度30,000-32,000 psi (207-220 MPa)，最大降伏強度不超過14,000 psi (96 MPa)。伸長率10-12%。

### 2024-T3
2024-T3，極限抗拉強度58,000-62,000 psi (400-427 MPa)，降伏強度39,000-40,000 psi (269-276 MPa)。伸長率10-15%。

### 2024-T351
2024-T351，極限抗拉強度68,000 psi (470 MPa)，降伏強度41,000 psi (280 MPa)。伸長率19%。

## 應用
2024鋁合金由於有高強度和好疲勞強度，被廣泛應用在航空器結構上，尤其是機翼與機身結構下的受到張力的地方 。

## 註解
1. ↑  Alcoa 2024 data sheet （页面存档备份，存于） (pdf), accessed October 13, 2006
2. ↑  Aluminum Information at aircraftspruce.com （页面存档备份，存于），accessed October 13, 2006
3. ↑  Fundamentals of Flight, Shevell, Richard S., 1989, Englewood Cliffs, Prentice Hall, ISBN 0-13-339060-8, Ch 18, pp 373-386.

2024销售商澳锋金属制品有限公司（页面存档备份，存于）
2024材料咨询（页面存档备份，存于）
2024材料价格（页面存档备份，存于）

## 外部連結
- Aluminum 2024 Trading